# Peter George (Schiedsrichter)
Peter George (* 27. April 1945) ist ein ehemaliger deutscher Basketballschiedsrichter.

## Laufbahn
Der aus Mettmann stammende George legte 1971 seine Prüfung zum A-Schiedsrichter ab, 1978 wurde er zusätzlich Unparteiischer im Auftrag der FIBA. Ab 1995 war er als Kommissar für die FIBA im Einsatz. Zwischen 1971 und seinem altersbedingten Ausscheiden aus dem Spitzenbereich im Jahr 1997 leitete George in der Basketball-Bundesliga rund 830 Partien. Hinzu kamen 233 Länder- sowie 145 Europapokalspiele. Er war Schiedsrichter bei den Europameisterschaftsturnieren 1985, 1987, 1993 und 1995. Bei der Weltmeisterschaft 1994 und 13 Militär-WM-Turnieren leitete George ebenso Begegnungen wie bei drei Damen-Europameisterschaften.
Selber Basketball spielte er für ART Düsseldorf.
Auf beruflicher Ebene absolvierte George zunächst eine Lehre als Industriekaufmann, später arbeitete er als Beamter in der Verwaltung der Bundeswehr.